# 纳尔逊堡 (不列颠哥伦比亚省)
纳尔逊堡是加拿大不列颠哥伦比亚省东北部北落基山脉地区的一个居民点。该地区在2009年2月6日之前拥有城镇地位，之后它与前北落基山脉地区的其他社区合并形成北落基山脉地区自治市，然后成为自治市的行政中心。北落基山脉地区自治市，是该省第一个地区直辖市。该社区以其热情、友好的居民而闻名，每年都有许多老少皆宜的精彩活动。

## 历史
Fort Nelson以英国海军英雄第一代納爾遜子爵霍雷肖·納爾遜（英語：Vice Admiral Horatio Nelson, 1st Viscount Nelson)的名字命名，是由西北贸易公司于1805年建立的毛皮贸易站。由于火灾、洪水和纷争，Fort Nelson已经迁址五次。

### 第二次世界大战
Fort Nelson Airport在第二次世界大战中是同盟國軍隊的重要资产，它为美国空军和加拿大皇家空軍提供了一个空军基地。与普遍的观点相反，即阿拉斯加公路的建设始于道森克里克，实际上Fort Nelson是阿拉斯加公路的原始零英里点，因为此前已经有一条由聖約翰堡通往Fort Nelson的道路存在。美国军队在该地区建造了或许是最显著的历史遗迹——阿拉斯加公路。施工始于1942年，当时坚信阿拉斯加面临日本入侵的严重威胁。最初的公路施工由超过11,000名美国士兵执行。大约九个月后，公路终于竣工，使得Fort Nelson成为沿途繁华的服务中心。在1945年日本投降之后，美国陆军将阿拉斯加公路的加拿大部分割让给了加拿大政府，并于1948年向公众开放了该路段。

### 二战后
1950年代初，第一批五英亩土地卖给了当地居民，这标志着社区与军队开始分离，成为一个独立的实体。在1950年代初的石油和天然气勘探为Fort Nelson提供了所需的工业部门，以推动社区的扩张，最终在1971年成为Fort Nelson村。然而，由于2014年石油价格崩溃，大多数天然气田和相关钻井设施已经关闭并无限期停运。在BC Hydro的天然气发电厂为该地区提供电力后，Fort Nelson真正开始增长。1971年，太平洋大西部铁路（BC Rail）修建了一条铁路直达Fort Nelson，使得当地工业的主要产品（木材和天然气）能够高效地运往南方的更大市场。由于2010年代缺乏使用，铁路被放弃并随后关闭。自那以后，没有建造任何设施来取代铁路向市场运输商品。可再生能源公司Peak Renewables目前正在与省政府和CN Rail就改善铁路线路进行谈判，因为他们在Fort Nelson开发他们的颗粒厂。

### 2000年后
Fort Nelson于2019年3月举办了首届北极光节。社区欢迎数百名国际游客来体验北不列颠哥伦比亚的生活方式。节日包括狗拉雪橇比赛、前往利亚德温泉、观赏极光、原住民手游戏和文化庆祝活动、加拿大著名音乐家的音乐会等活动。
2008年，由于美国的房价下跌及次貸危機，两家林业厂的关闭正式结束了主要的经济支柱。2014年，油价暴跌摧毁了天然气工业。在Horn River Basin没有石油生产和缺乏管道通道的情况下，包括Apache、Nexxen和Encana在内的许多主要石油公司决定关闭当地的生产。随着Endurance能源的破产，许多当地工人被裁员。由于社区森林或北美驯鹿保护计划得到当地第一民族和市长加里·福斯特的支持，可能对伐木配额和新天然气井开发的可能区域产生影响。社区森林将占据总面积为1,465,000公顷中的193,262公顷。
自2012年以来，由于无法获得产科护理，许多年轻专业人士已经被阻止搬到Fort Nelson工作。2019年，电力中断、电话服务中断以及2017年的互联网接入中断干扰了该市。缺乏基本基础设施，包括用户友好的设施，已经阻止许多游客享受当地的景点。2020年3月26日，关闭的Tackama厂被纵火并遭受重大损失。情况可疑，皇家骑警被调查是否存在任何犯罪因素。
由于液化天然气价格暴跌和本地区最大的私营雇主关闭，Fort Nelson已经出现了居民大量外流的情况，包括前企业主无法在自己的出生地找到工作，而这次经济衰退的受害者包括Fort Nelson百货商店。Fort Nelson百货商店的老板告诉CBC Daybreak North的主持人Carolina de Ryk：“[她]别无选择，只能决定关闭并尝试离开这里，偿还我欠钱的人。”百货商店老板预测：“许多人受到了伤害。许多人正在离开Fort Nelson，把房子出租或直接归还给银行。”平均房价从2014年的282,000美元下降到2019年的103,000美元。在5年的时间里，房价下降了63.4%。

## 地理
Fort Nelson位于Fort Nelson River（该河以社区命名）、Muskwa River和Prophet River的汇合处附近。整个Northern Rockies地区市政管理区，其中Fort Nelson是最大的社区，占据了该省总土地面积的10%。众所周知，Fort Nelson被环绕着与落基山北部相称的山脉美景。

### 野生动物
Northern Rockies地区市政管理区是许多野生动物的家园，吸引了许多游客和猎人来到该地区。该地区的野生动物包括驼鹿、黑熊、灰熊、北美驯鹿、鹿（白尾鹿和麝鹿）、麋鹿、野牛、石绵羊、山羊、狼等。该地区，特别是利亚德温泉周围地区，还是许多鸟类的家园，如金雕、秃鹰和大角猫头鹰。

### 气候
Fort Nelson的气候介于湿润大陆性气候（Dfb）和副极地气候（Dfc）之间，平均每年有4个月的平均气温在10摄氏度以上，使其刚好处于前者的范畴内。冬季除了在太平洋吹来的干燥的锋风时会非常寒冷且通常干燥，月平均降雪深度仅为18厘米（7.1英寸）外，通常寒冷且干燥，夏季则温暖且偶尔多雨，尽管热天的持续时间很少。与这样一个寒冷的地方不同的是，所有12个月的气温都曾经超过摄氏10度（华氏50度）。
从11月到2月，Fort Nelson的气温比不列颠哥伦比亚省的任何其他地方都要冷，但夏季的平均气温比沿海地区甚至维多利亚等很远的南方地区要暖和，与温哥华相当。

## 人口统计
根据2016年加拿大人口普查，Fort Nelson的人口为3,336人，居住在其总共1,682个住房中的1,424个，与2011年的3,561人相比，人口减少了5.5%。2016年，它的土地面积为4.68平方公里（1.81平方英里），人口密度为每平方公里712.8人（每平方英里1,846.2人）。
根据2016年加拿大人口普查，Fort Nelson有760名土著人口，包括415名第一民族、300名混血种族和25名因纽特人。与该省其他地区相比，Fort Nelson是一个相当年轻的社区，其中26.68%的人口年龄在19岁以下。大约31.92%的Fort Nelson居民25岁以上已获得高中证书或相当于高中证书的教育，包括职业学校、学院或大学教育。

## 经济
由于2014年石油价格大幅下降以及无法接入利润丰厚的亚洲市场的管道，Horn River Basin中丰富的天然气仍未被开发利用。Fort Nelson的经济出现了大幅萎缩，主要表现为企业许可证数量显著减少、学校入学率长期下降以及抵押贷款被强制执行的增加。在2014年之前，天然气、林业、旅游业和农业占据了当地产业的大部分。如今，该镇严重依赖政府部门和旅游业。
目前，Fort Nelson的大部分经济活动集中在旅游业和政府部门，最近还有天然气开采和林业。Fort Nelson周围的森林是加拿大北部森林的一部分。Fort Nelson位于Greater Sierra油气田的西南边缘。
2021年3月，Fort Nelson第一民族获得了4050万美元用于开发Clarke Lake地热项目。项目开发者乐观地认为，这个地热项目将促进Fort Nelson地区的重大经济发展，并成为加拿大其他原住民清洁能源项目的典范。

### 天然气
非常规天然气勘探是Fort Nelson的主要产业之一，吸纳了Fort Nelson社区大部分成员。该地区的天然气产业主要集中在Horn River Basin、Liard盆地和Cordova盆地，这些地区的页岩岩层中都含有大量的天然气。许多世界知名的石油和天然气公司已经主动撤资并出售了他们在该地区的业务，包括Encana、Nexen、Apache、帝國石油等公司。最常见的天然气提取方式是水平钻井和水力压裂的结合，通过首先垂直，然后水平地将钻头深深地插入地下，试图达到难以访问的页岩气形成地。与北美其他天然气生产活动一样，人们对该行业对周边环境污染、原住民权利、市场准入和社会影响的担忧也很大。水资源从附近的湖泊和河流中提取，这在该地区以及石油和天然气行业内部仍然是一个热门话题。北河Midstream公司，即Brookfield Infrastructure的子公司，于2020年1月1日宣布完成了对英桥在不列颠哥伦比亚东北部资产的收购，其中之一包括该镇最大的私营雇主。随后不久，即2020年2月28日，北河Midstream公司宣布完全关闭并停用了唯一的天然气厂和相关管道，导致当地八名工人失业。针对2020年2月份Fort Nelson天然气厂关闭的消息，当地国会议员鲍勃·齐默表示：“这个消息对北部所有人，特别是Fort Nelson的居民来说都是非常不幸的。Fort Nelson的居民一直依靠的一个稳定的工作来源，当其他行业陷入困境时，就是Fort Nelson北部加工设施，现在这个也消失了。”

### 林业
Fort Nelson周围是广阔的针叶林平原和山脉。相对未受破坏的木材资源供应是Canfor等公司建造大型工厂并雇佣数百人的原因之一。近年来，由于成本高和美国房屋市场的困境，Canfor工厂和Tackama工厂都已完全停止运营。这些工厂的关闭对当地人造成了毁灭性的影响，使数百名当地雇员及其家庭流离失所。目前，基于对服务道路、资金管理和毁林运营土地的需求，市政府是该地区最大的雇主。

### 旅游业
尽管Fort Nelson的旅游业非常季节性，但旅游业仍然是该地经济中的一个重要部门。每年约有30万游客，其中大多数是前往或从阿拉斯加的退休房车旅行者，前往Fort Nelson。北洛磯山脈地區自治市还拥有几个世界知名的旅游景点，如利亚德河温泉省立公园、芒乔湖省立公园和阿拉斯加公路。狩猎、钓鱼、雪地摩托车、狗拉雪橇、观鸟和徒步旅行等都是受欢迎的户外娱乐活动，每年吸引成千上万的游客来到该地区。由于冠状病毒爆发，北极光节在2020年很难吸引任何游客进入该地区。组织者希望明年能有更好的反响。

## 景点
在Fort Nelson:
Fort Nelson遗产博物馆
Poplar Hills高尔夫俱乐部
Phoenix剧院
Northern Rockies娱乐中心
Fort Nelson社区文化协会的十月文化节
包括在内的Northern Lights节日：
加拿大公开狗拉雪橇比赛
Dene手游戏
北极光陷阱者幽会
贸易展览会（五月）
沿着Fort Nelson River划独木舟
在Northern Rockies:
利亚德温泉
北岩石山省立公园
史密斯河瀑布 - Fort Halkett省立公园
Wokkpash湖和Wokkpash娱乐区
芒乔湖（因冰川粉末而呈现蓝绿色）
在利亚德河上泛舟
2005年6月18日，Fort Nelson的人们為了慶祝建鎮200周年举行了一场水气球大战，投掷了超过40,000个水气球，是當時的世界纪录。

## 政府
Fort Nelson最初于1971年作为一个村庄加入，但在此之前不久就建立了一个未注册的社区。1960年，基于该地区石油和天然气工业的显著增长，成立了Fort Nelson改进区，以向社区成员提供水和排水等基础设施服务。哈里·克拉克于1971年当选为Fort Nelson的第一任市长，此后，Fort Nelson一直选举一位区域代表，尽管历史上并不总是称为市长。2009年2月，该地区的公民大力支持将该地区的治理机构正式合并为北洛磯山脈地區自治市。北洛磯山脈地區自治市是不列颠哥伦比亚省的第一个这样的行政區。

## 基础设施

### 健康
Fort Nelson综合医院建于1944年，至今继续为社区提供服务。截至2012年，由于缺乏合格的医生，Northern Health建议所有怀孕患者必须前往其他地区（如Fort St. John、Grande Prairie、Kelowna）分娩。所有准妈妈都被要求签署一份知情同意书。旅行费用和住宿费用不予报销。
尽管人口较少，但目前有两家药房在运营。
由于护理人员短缺，Fort Nelson综合医院建议公众仅使用医院进行紧急医疗服务。

### 道路
Fort Nelson位于97号公路（阿拉斯加公路）上，位于与Liard公路（不列颠哥伦比亚省77号公路）交汇处的南部。
西尔拉·约约·德桑路（Sierra Yoyo Desan Road）是该地区的主要油田道路，始于Fort Nelson，向东北方向188公里（117英里）结束。还有许多资源道路和冬季冰路通过Rainbow Lake或Zama City进入阿尔伯塔省。
2017年，国家广播公司CBC称该公路是省内“最危险的公路之一”，这是基于2015年环球新闻的报道。自从灰狗加拿大公司在2018年停止在该社区运营公交车站以来，居民发现越来越难以获得医疗预约，因为BC Bus North只提供每周一次的定期服务来为社区服务。

### 机场
Fort Nelson机场或Northern Rockies Regional机场（NRRA）位于Fort Nelson东北偏东3.8海里（7.0公里；4.4英里）处。该机场是加拿大的一个二级地区机场设施。服务该机场的唯一定期航空公司是Central Mountain Air，该公司已将其服务从每周七天减少到每周六天，每天航班次数也从五班减少到只有一班。乘客可以通过Prince George机场与外界联系。Northern Rockies Regional机场被指定为非安全机场，不提供乘客安全检查。2015年提出了一个商业方案，但由于需求不足，联邦政府未批准提供加拿大边境服务局（CBSA）代理。提供到其他加拿大目的地的包机航班，NRRA还设有许多旋翼服务提供商。

### 轨道交通
未发现有

## 教育
Fort Nelson拥有三所公立小学（G.W. Carlson和J.S. Clark，分别为K至4年级，R.L. Angus为5至7年级）和一所公立高中（Fort Nelson Secondary School，8至12年级），以及由Fort Nelson第一民族拥有和运营的独立学校（Chalo School）。Northern Lights College在Fort Nelson设有一个小型校区，向学生颁发多种技工证书和文凭。
第81号Fort Nelson学区在整个不列颠哥伦比亚省的总入学人数减少方面名列第二。自2015/16学年以来，由于人口数量的减少，学生总人数减少了12.5％，使该学区成为减少入学人数的重要特例。